# Bakhovo zmagoslavje
Bakhovo zmagoslavje (grški naslov je Ο Θρίαμβος του Βάκχου) je slika Diega Velázqueza, ki je zdaj v Muzeju Prado v Madridu. Popularno je znana kot Los borrachos ali Pivci.
Velázquez je naslikal Bakhovo zmagoslavje po prihodu v Madrid iz Sevilje in tik pred svojim potovanjem v Italijo. Delo je bilo naslikano za Filipa IV., ki je Velázquezu zanj plačal 100 dukatov. Na sliki je Bakh obkrožen s pijanci. V Madridu je Velázquez lahko preučeval kraljevo zbirko italijanskih slik in bil nedvomno presenečen nad goloto na mnogih slikah, pa tudi nad obdelavo mitoloških tem.
Bakhovo zmagoslavje je bilo opisano kot mojstrovina Velázquezovih slik iz 1620-ih.

## Opis
V delu je Bakh predstavljen kot oseba v središču majhnega praznovanja, vendar je njegova koža bolj bleda od kože njegovih spremljevalcev, zaradi česar je lažje prepoznaven. Nenavadno je, da so ostali člani skupine, razen figure, ki je gola do pasu za bogom, v sodobnih nošah revnih ljudi v Španiji iz 17. stoletja. Delo predstavlja Bakha kot boga, ki ljudi nagradi ali obdari z vinom in jih začasno reši težav. V baročni literaturi je Bakh veljal za alegorijo osvoboditve človeka iz suženjstva vsakdanjega življenja.
Prizor lahko razdelimo na dve polovici. Na levi strani je zelo svetleča figura Bakha, njegova dominantna, a sproščena poza nekoliko spominja na Kristusovo postavo v številnih prizorih Poslednje sodbe, ki je pogosto prikazan sedeč in gol do pasu. Bakh in lik za njim sta predstavljena v tradicionalnih ohlapnih oblačilih, ki se uporabljajo za upodobitve klasičnega mita. Idealizacija božjega obraza je poudarjena z jasno svetlobo, ki ga osvetljuje v bolj klasicističnem slogu. Desna stran pa predstavlja nekaj pijancev, možakov z ulice, ki nas vabijo, da se jim pridružimo, z zelo španskim vzdušjem, podobnim Joséju de Riberi. Na njihovih velikih in izčrpanih obrazih ni zaslediti idealizacije, čeprav je figura, ki kleči pred bogom, mlajša in bolje oblečena od ostalih, z mečem in visokimi škornji. Svetloba, ki osvetljuje Bakha, je na tej strani odsotna; figure so prikazane s svetlobo svetlobe in imajo veliko temnejšo kožo.
V tem delu je Velázquez sprejel realistično obravnavo mitološkega subjekta, težnjo, ki jo bo nadaljeval v naslednjih letih.
V tem delu so različni elementi naturalizma, kot sta steklenica in vrč, ki se pojavita na tleh blizu božjih nog; Velázquez je uporabil kontrast božjega svetlega telesa, da je dal relief in teksturo steklenici in vrču ter ustvaril nekaj podobnega tihožitju. Ti kozarci so zelo podobni tistim, ki se pojavljajo na slikah, ki jih je Velázquez naredil v času svojega bivanja v Sevilji, kombinacija tihožitnih elementov naturalističnih žanrskih figur pa se navezuje na bodegonske teme, ki jih je tam slikal.

## Vpliv
Bakhovo zmagoslavje je v renesančni umetnosti prejelo številne precej veličastne in izpopolnjene idealizirane obdelave, od katerih je bila domiselna različica Tizianova Bakh in Ariadna, takrat v španski kraljevi zbirki. Običajno je Bakh sedel v kočiji, ki so jo vlekli leopardi, s spremstvom satirov in veseljakov, vključno z njegovim varuhom Silenom. Uporaba naslova za Velázquezovo sliko je skoraj ironična glede na zelo različno obravnavo tukaj.
Eden od navdihov za Velázqueza so Caravaggiove obdelave verskih tem, ki združujejo osrednje figure v tradicionalnih ikonografskih oblačilih s pomožnimi figurami v sodobnih oblačilih, in Riberine naturalistične portrete figur iz antike, včasih upodobljenih kot berači. Zabave, ki jih gosti Bakh, se pojavljajo kot priložnostna tema v umetnosti od renesanse dalje, kot ena vrsta širše teme Praznika bogov v umetnosti: okoli leta 1550 je Taddeo Zuccari naslikal veliko pojedino ob Poroki Bakha in Ariadne na freski v Vila Giulia, Rim. Nekatere slike prikazujejo Bakha z veseljaki v sodobnih modernih oblekah, kot na ilustriranem Frangipanu.
Mark Wallinger je trdil, da je Bakhovo zmagoslavje predpodoba Las meninas in izjavil: »Velázquez nam predstavi zapletenost žarišč. [...] Pogled [dva liggerja na levi strani Bakha], usmerjen v gledalca, seka čistih 350 rezin leta na najbolj zaskrbljujoč način. [...] Kakorkoli že bi jih lahko opisali, smo vpleteni v pomen dela.«